# Абдураїмов Азамат Берадорович
Азамат Берадорович Абдураїмов (узб. Azamat Birodarovich Abduraimov, нар. 27 квітня 1966, Ташкент) — радянський та узбецький футболіст і футзаліст, що грав на позиції нападника і півзахисника. Відомий за виступами в низці футбольних клубів Узбекистану, Росії, Малайзії та Індії. По завершенні ігрової кар'єри — футбольний тренер, спортивний журналіст та функціонер.

## Клубна кар'єра
Азамат Абдураїмов народився в Ташкенті 27 квітня 1966 року в сім'ї відомого нападника місцевого «Пахтакора» Берадора Абдураїмова в день руйнівного ташкентського землетрусу. З дитинства життя Азамата було пов'язане з футболом, і батько часто брав його на матчі ташкентської команди, в яких він виходив на поле з капітанською пов'язкою. У дитинстві Азамат Абдураїмов займався також баскетболом, боксом, хокеєм, проте вибрав для себе як основне заняття футбол. Перші серйозні уроки футболу молодший Абдураїмов отримав у московській школі ЕШВСМ, у 1982 році став разом із командою чемпіоном СРСР серед юнацьких команд. На початку 1983 року Азамат Абдураїмов грав у дублюючому складі «Пахтакора», пізніше перейшов до московської команди другої ліги ФШМ. Наступного року він потрапив до дублюючого складу московського «Спартака». У 1985 року молодого футболіста призвали на строкову службу до Радянської Армії, яку він спочатку проходив у дублюючому складі ростовського СКА, а пізніше у другому складі московського ЦСКА. У 1987 році Азамат Абдураїмов переходить до «Пахтакора», де головним тренером був його батько. Азамат став одним із лідерів команди, отримав запрошення до вищолігового московського «Спартака». Проте коли головним тренером команди став Федір Новиков, а його батько став начальником команди, новий головний тренер не захотів, щоб у команді було двоє Абдураїмових, і Азамат вирішив прийняти запрошення «Спартака». У московському клубі молодший Абдураїмов зіграв, щоправда, лише 3 гри в основі клубу у зв'язку із великою конкуренцією в складі, і сам попросив, щоб його відпустили на сезон 1991 року до іншої вищолігової команди — душанбинського «Паміра». У таджицькій команді Азамат Абдураїмов виступав досить успішно, розділивши друге місце по результативності з Чарияром Мухадовим та Рашидом Рахімовим. Цей чемпіонат став останнім в історії турніром на першість СРСР.
На початку 1992 року керівництво бангладешського клубу «Мохамеддан» запропонувало керівництву московського «Спартака» за великі на той час гроші продати трьох футболістів, у тому числі й Азамата Абдураїмова. Узбецький нападник перейшов до бангладешського клубу разом із Сергієм Новиковим і Борисом Кузнецовим. У результаті цього Абдураїмов став першим узбецьким легіонером у далекому зарубіжжі. У бангладешському чемпіонаті узбецький футболіст грав досить успішно, став срібним призером чемпіонату країни, а також кращим бомбардиром першості, встановивши рекорд результативності за проведеними м'ячами у кількох іграх підряд: у трьох іграх він забив 10 м'ячів, зробивши в двох матчах хет-трик, а в одній із ігор забив 4 м'ячі.
У 1992 році Абдураїмов повернувся в Узбекистан, де грав у чемпіонаті країни у 1992 році за клуб «Навбахор» з Намангана, в складі якого став володарем першого Кубку Узбекистану, а в 1993 році за армійський клуб з Ташкента МХСК, головним тренером якого був його батько.
На початку 1994 року Азамат Абдураїмов підписав контракт із малайзійським клубом «Паханг», із яким став фіналістом Кубку Малайзії, став кращим бомбардиром команди за сезон, відзначившись 14 забитими м'ячами. У 1995 році він знову на нетривалий час повертається до Узбекистану, де знову грає за «Навбахор», а пізніше за клуб «Політвідділ» з Ташкентської області. Наприкінці 1995 року Абдураїмов став гравцем саудівського клубу «Аль-Вахда» з Мекки, з яким став чемпіоном Саудівської Аравії.
У 1996 році Азамат Абдураїмов повернувся до «Пахтакора». Наступного року він разом із ташкентським клубом стає володарем Кубка Узбекистану, а в 1998 році під керівництвом бразильського тренера Вега да Сілва «Пахтакор» виграв першість країни. У 1999 році нетривалий час Абдураїмов грає в індійському клубі «Салгаокар». У 2000 році Абдураїмов-молодший повернувся до «Пахтакора», а в 2001 році він грав у складі своєї колишньої команди, яку перейменували в «Дустлік». У 2002 році він провів свій прощальний матч у Ташкенті, після чого ще протягом року був граючим тренером нижчолігового клубу «НБУ-Азія».

## Виступи за збірну
Азамат Абдураїмов дебютував у національній збірній Узбекистану 28 червня 1992 року в матчі зі збірною Туркменістану.. Але найяскравішим виступом Абдураїмова в національній команді є участь у Азійських іграх 1994 року в Японії. Федерація футболу Узбекистану лише в останній момент знайшла кошти для участі команди в змаганнях, футболістам не виплачували добових на початковому етапі змагань (на відміну від решти узбецької делегації), але, незважаючи на такі умови, збірна Узбекистану виграла турнір, перегравши у фіналі збірну Китаю. На турнірі Азамат Абдураїмов був одним із кращих бомбардирів збірної, відзначившись 5 забитими м'ячами, у тому числі у фіналі у ворота збірної Китаю. А в півфіналі турніру Азамат Абдураїмов забив вирішальний м'яч у ворота збірної Південної Кореї, який пізніше визнали голом століття в Узбекистані. Але надалі збірна Узбекистану виступала не так успішно, не зуміла подолати відбірковий етап Кубка Азії та чемпіонату світу 1998 року. Азамат Абдураїмов грав у збірній до кінця 1997 року. Усього Абдураїмов-молодший зіграв за збірну Узбекистану 21 матч, у яких відзначився 11 забитими м'ячами.

## Після закінчення кар'єри футболіста
Азамат Абдураїмов ще під час виступів на футбольних полях закінчив факультет журналістики Ташкентського університету, і ще під час виступів у клубі вищого узбецького дивізіону «Дустлік» він став директором газети «Наш футбол», а пізніше був ведучим радіо- і телепередач. Пізніше, після завершення виступів на футбольних полях, Азамата Абдураїмова запросили до збірної Узбекистану з футзалу, у складі якої він виступав на чемпіонаті Азії в Індонезії. Надалі він став граючим тренером узбецького футзального клубу «Ардус», який під його керівництвом став найсильнішим клубом в Узбекистані. Паралельно Абдураїмов навчався у вищій школі тренерів у Москві. По завершенні навчання колишній футболіст працював у Москві генеральним директором «Вітчизняного футбольного фонду». У 2008 році Абдураїмов повертається до Узбекистану, де стає генеральним директором клубу «Буньодкор». У 2009 році Азамата Абдураїмова призначили головним тренером команди «Динамо» з Самарканда, проте вже за рік його звільнили з посади через конфлікт із керівництвом клубу. У 2012 році кілька місяців Абдураїмов-молодший працював у тренерському штабі молодіжної та олімпійської збірної, а в серпні цього ж року став головним тренером клубу «Андижан» з однойменного міста. На цій посаді Абдураїмов перебував до липня 2014 року, після чого у зв'язку з поганими результатами команди написав заяву про відставку. У 2018 році Азамата Абдураїмова призначено головним тренером збірної Узбекистану у віці до 16 років. Під його керівництвом команда успішно подолала відбірковий турнір до фіналу чемпіонату Азії, та готувалась до фіналу, який мав відбуватися в Бахрейні у вересні-жовтні 2020 року, проте його перенесли на 2021 рік у зв'язку з пандемією коронавірусної хвороби. У січні 2020 року юнацька збірна невдало виступила на турнірі в січні 2020 року в Білорусі, й тренер у зв'язку з цими подіями подав у відставку.
Азамат Абдураїмов також відомий своїми виступами у пресі щодо подальшого розвитку узбецького футболу та критики його нинішнього стану. Він відомий також як один із підписантів звернення до президента Узбекистану Шавката Мірзійоєв щодо подальшої стратегії розвитку футболу в Узбекистані.

## Особисте життя
Азамат Абдураїмов є сином колишнього футболіста та одного з кращих бомбардирів ташкентського «Пахтакора» Берадора Абдураїмова. Два його брати, Жасур і Баходир, також є відомими узбецькими футболістами. У Азамата Абдураїмова є дружина і дочка.

## Державні нагороди
У 1994 році після перемоги у складі команди на Азійських іграх Азамат Абдураїмов разом із іншими переможцями ігор та їх тренерами бу нагороджений державною нагородою Республіки Узбекистан — медаллю «Шухрат».

## Титули і досягнення

### Командні
«Навбахор»
- Володар Кубку Узбекистану: 1992

«Пахтакор»
- Чемпіон Узбекистану: 1998
- Володар Кубку Узбекистану: 1997

«Паханг»
- Фіналіст Кубку Малайзії: 1994

«Аль-Вахда»
- Чемпіон Саудівської Аравії: 1996

«Мохамеддан»
- Срібний призер чемпіонату Бангладеш: 1992

Збірна Узбекистану
- Азійські ігри:

- Золото: 1994

### Особисті
- Кращий бомбардир чемпіонату Бангладеш — 1992 (17 м'ячів).

### Як тренер
«Ардус»
- Чемпіон Узбекистану з футзалу (1): 2005